# 泰欧·克鲁斯
雅各布·泰欧·克鲁斯（Jacob Taio Cruz，1985年4月23日—），以其艺名泰欧·克鲁斯（Taio Cruz，发音为/ˌtaɪ.oʊ ˈkruːz/ TY-oh KREWZ）知名， 是英国歌手、作曲家和唱片制作人。 2008年，他发布了自己的首张专辑《Departure》。这张由他一手创作、组织、制作的专辑一经发售，便在英国获得成功，并为他赢得一项黑人原创音乐奖（MOBO Awards）提名。
2010年6月，他的第二张专辑《Rokstarr》面世，其中的单曲Break Your Heart在英国榜和美国榜上纷纷登顶，Dynamite一曲则在美国取得亚军，在英国、澳大利亚、保加利亚、加拿大、爱尔兰、新西兰摘得冠军，并在很多国家的榜单中跻身前十。2011年，克鲁斯发布了同凯莉·米洛和特拉维·麦考伊合作的Higher。

## 音乐生涯

### 早年和事业初期
克鲁斯生于伦敦，其父来自尼日利亚，其母来自巴西。 他誕生于西薩塞克斯郡的克里斯医院（Christ's Hospital）。 他的音乐生涯开始于19岁，当时他协助音乐制作人崔西·斯图尔特（Tricky Stewart）创作。 2004年，21岁的克鲁斯因合作创作了威尔·杨的Your Game获得一项全英音樂獎，因此声名鹊起。 他是Rokstarr音乐伦敦公司（Rokstarr Music London）的创立者兼执行总监。2006年，克鲁斯的第一支单曲I Just Wanna Know问世。同年，他和环球唱片公司、Republic唱片、以及Island唱片的英国分支签订了合作协议。

### 《Departure》（2006–2008）
2007年9月，泰欧·克鲁斯发布了自己的第二支单曲Moving On，在英国榜上进入前30。2008年3月，他同Luciana合作的单曲Come On Girl，登上了英国榜第5位。而收录以上两曲的专辑《Departure》于3月17日发售，最高登上第17位。 接着，5月他又发布了单曲I Can Be，最好成绩为第18名。8月18日，She's Like a Star发布。这是之前单曲按的混音版，并有美国说唱歌手巴斯达韵和女子组合Sugababes献声。该曲后来收录进Sugababes的专辑《Catfights & Spotlights》当中。据报道，克鲁斯错失了录制Umbrella一曲的良机，后来这首歌由蕾哈娜演绎，并在全球反响极好。

### 《Rokstarr》，国际突破（2009年至今）
2009年，克鲁斯开始筹备他的第二张专辑，该专辑原先被命名为《T.W.O.》（This Way Out），后来更名成《Rokstarr》。 10月12日，这张由他本人和弗雷泽·T·史密斯（Fraser T Smith）创作并制作的专辑正式发售。专辑的首支单曲为Break Your Heart，面世于9月14日，并在英国保持连续3周榜首， 并在6周内一直处于前十。该曲也登顶了美国公告牌百强单曲榜。 该专辑在英国的随后两支单曲分别为No Other One以及跻身前十的Dirty Picture。第四支单曲（在美国发布的第二支）名为Dynamite， 在公告牌百强单曲榜上取得亚军成绩，而在美国四十单曲榜上则成为冠军。

## 音乐作品
- 《Departure》（2008）
- 《Rokstarr》（2009）
- 《TY.O》（2011）

## 获奖与提名
| 年份 | 奖项                             | 类别                   | 提名作品               | 结果 |
| ---- | -------------------------------- | ---------------------- | ---------------------- | ---- |
| 2004 | 全英音樂獎                       | 最佳英国歌曲（创作者） | Your Game              | 獲獎 |
| 2008 | 黑人原创音乐奖                   | 最佳英国男歌手         | 最佳英国男歌手         | 提名 |
| 2010 | 全美音乐奖                       | 突破男艺人             | 突破男艺人             | 提名 |
| 2010 | 全英音樂獎                       | 最佳英国歌曲           | Break Your Heart       | 提名 |
| 2010 | iTunes最佳专辑及歌曲             | 最佳歌曲               | Dynamite               | 提名 |
| 2010 | Ascap Vanguard奖                 | 最佳专辑               | Departure              | 獲獎 |
| 2011 | 全英音樂獎                       | 最佳英国歌曲           | Dynamite               | 提名 |
| 2011 | Virgin Media Awards              | 最佳男艺人             | 最佳男艺人             | 待定 |
| 2011 | Virgin Media Awards              | 最佳合作曲目           | Dirty Picture Ft Kesha | 待定 |
| 2011 | Virgin Media Awards              | 最佳音乐视频           | Dirty Picture Ft Kesha | 待定 |
| 2011 | 公告牌音乐奖（Billboard Awards） | 最佳新人               | 最佳新人               | 提名 |
| 2011 | 公告牌音乐奖（Billboard Awards） | 最佳百强单曲榜歌曲     | Dynamite               | 獲獎 |
| 2011 | 公告牌音乐奖（Billboard Awards） | 最佳数字歌曲           | Dynamite               | 獲獎 |
| 2011 | 公告牌音乐奖（Billboard Awards） | 最佳电台歌曲           | Dynamite               | 提名 |
| 2011 | 公告牌音乐奖（Billboard Awards） | 最佳流媒体歌曲         | Dynamite               | 提名 |
| 2011 | 公告牌音乐奖（Billboard Awards） | 最佳流行乐歌曲         | Dynamite               | 獲獎 |